# Meliti
Meliti  este un sat în prefectura Florina din Grecia.